# Auguste von Hessen-Kassel (1823–1889)
Auguste von Hessen-Kassel (* 30. Oktober 1823 in Kopenhagen; † 17. Juli 1889 in Skamby Sogn auf der Insel Fünen) war eine landgräfliche Prinzessin aus dem Haus Hessen, Linie Hessen-Rumpenheim.

## Leben

### Herkunft und Familie

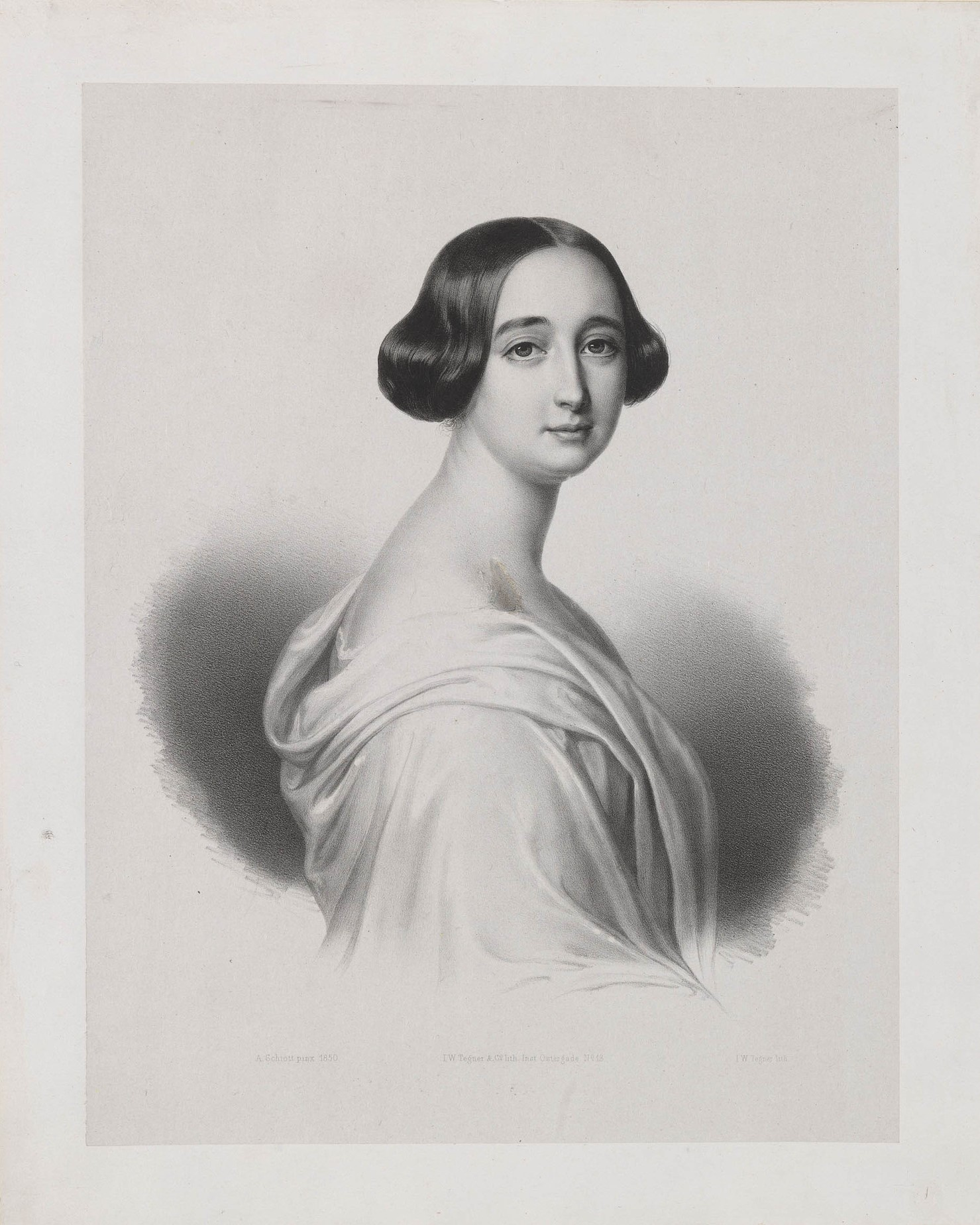
Prinzessin Auguste von Hessen-Kassel (1823–1889)

Auguste von Hessen-Kassel wurde als jüngste Tochter des Wilhelm von Hessen (1787–1867) und dessen Ehefrau Louise Charlotte von Dänemark (1789–1864) geboren und wuchs zusammen mit ihren Geschwistern Karoline (1811–1829), Marie (1814–1895), ⚭ 1832 Friedrich August von Anhalt-Dessau (1799–1864), Louise (1817–1898), ⚭ 1842 Christian von Schleswig-Holstein-Sonderburg-Glücksburg (1818–1906) und Friedrich Wilhelm (1820–1884), ⚭ 1. 1844 Alexandra von Russland (1825–1844), ⚭ 2. 1853 Anna von Preußen (1836–1918) auf.
Am 28. Mai 1854 heiratete Auguste den dänischen Politiker Carl Frederik von Blixen-Finecke (1822–1873), den sie im adeligen Umfeld des dänischen Königshofs kennengelernt hatte. Da er geschieden war, musste sie für die Heirat viele Schwierigkeiten überwinden. So stimmte Kurfürst Friedrich Wilhelm von Hessen-Kassel dieser morganatischen Eheschließung nur unter der Bedingung zu, dass Auguste nicht den Namen ihres Mannes annahm. Am Tag der Hochzeit, die in aller Stille auf Schloss Panker, Familienbesitz des Hauses Hessen, vollzogen wurde, verzichtete sie auf ihre Rechte und Ansprüche gegenüber dem kurfürstlichen Haus. Bei Helsingør erwarb Carl von Blixen eine ehemalige Zuckerfabrik, die er als Sommersitz umbaute und „Villa Augusta“ nannte. Nach seinem Tod verbrachte Auguste, die mit ihrem Mann einen verschwenderischen Lebensstil führte, dort ihren Lebensabend. Sie erhielt häufig verwandtschaftlichen Besuch von der dänischen Königsfamilie, aber auch von russischen Zarenfamilie.
Auguste wurde nicht im landgräflichen Mausoleum in Rumpenheim, sondern an der Seite ihres Mannes auf Fünen beigesetzt.